# Meseșenii de Sus, Sălaj
Meseșenii de Sus (mai demult Cățălu, in maghiară: Oláhkecel) este un sat în comuna Meseșenii de Jos din județul Sălaj, Transilvania, România.

## Așezare
Satul Meseșenii de Sus este situat în partea central-vestică a județului Sălaj în Depresiunea Crasnei, la poalele nordice ale Osoiului Ciontului (870 m), cel de-al II-lea vârf montan al Meseșului (înălțimea maximă a acestor munți fiind atinsă în Măgura Priei  - 996 m), în apropierea drumului județean (DJ191C) care leagă satul Crasna de municipiul Zalău. Localitatea este străbătută de drumul comunal DC76.

## Istoric
Prima atestare documentară a localității provine din anul 1213 când satul apare sub numele de villa Rechul, însă vechimea ei poate fi mult mai mare. Alte denumiri: 1217 Cocil, 1341 Villa olachalis Fulkechel, 1471 Olahkechel, 1490 Felkeczel, 1553 Felsewkeczel, 1604 Oláh-Keczel,  1733 Ketzel, 1750 Olah Kecsely, 1760-1762 Oláh Ketzel, 1850 Ketzelu rumunesk, 1854 Olah-Keczel, Cățălul Românesc, iar din anul 1964, Meseșenii de Sus.
Săpăturile arheologice făcute de-a lungul vremii pe teritoriul satului aduc dovezi materiale ale unor locuiri încă din cele mai vechi timpuri (mult înaintea primei atestări documentare), astfel: în versantul vestic al dealului Băilor Meseșeni (în punctul Osoiul Macăului) s-au descoperit urmele unui turn de pază și semnalizare, de unde s-au recoltat fragmente ceramice atribuite culturilor Coțofeni, Wietenberg și dacică, iar în locul numit Valea Drăgoșeștilor s-au descoperit fragmente ceramice ce aparțin culturii Starčevo-Criș.
Urmele unor turnuri de apărare și semnalizare s-au descoperit în mai multe puncte: în versantul Osoiul Ciontului, la o înălțime de 800 m, aproape de vârf (în partea nordică de locul numit La Oroiești), în Coasta Lată, deasupra locului numit Groapa Muierilor, iar altul în locul Sub Groapa Muierilor. 
Din punctul cunoscut de localnici sub denumirea de Din jos de băi provin materiale arheologice dacice (secolul al II-lea î.Hr. și secolul I î.Hr.), iar din locul Calea Bodiei, o spadă medievală.
Începând cu anul 1876 Cățălul a aparținut de plasa Crasna din comitatul Sălaj. În perioada interbelică satul a făcut parte din județul Sălaj (interbelic). Între anii 1952-1968 a aparținut de raionul Zalău, în Regiunea Cluj.

## Demografie
Evoluția demografică între anii 1880-1992
| An   | Total loc. | Români | Maghiari | Germani | Evrei | Rromi | Sârbi | Slovaci | Alte etnii |
| ---- | ---------- | ------ | -------- | ------- | ----- | ----- | ----- | ------- | ---------- |
| 1880 | 1106       | 1045   | 30       |         |       |       | 1     |         | 30         |
| 1890 | 1.382      | 1.349  |          | 15      |       |       |       |         | 18         |
| 1900 | 1.400      | 1.374  | 21       |         |       |       |       |         | 5          |
| 1920 | 1.416      | 1.388  | 9        |         | 19    |       |       |         |            |
| 1930 | 1.616      | 1.538  | 5        |         | 28    | 45    |       |         |            |
| 1941 | 1.799      | 1.721  | 16       |         | 20    | 42    |       |         |            |
| 1966 | 1.603      | 1.601  | 2        |         |       |       |       |         |            |
| 1977 | 1.367      | 1.365  | 2        |         |       |       |       |         |            |
| 1992 | 987        | 966    |          | 1       |       | 20    |       |         |            |

Populația totală a așezării la recensământul din 1992 număra 987 locuitori, din care 966 erau români, 20 rromi și unul de etnie germană.

## Economie
Economia localității este una predominant agricolă, bazată pe cultura plantelor, creșterea animalelor, pomicultură, precum și pe comerțul cu produse agricole. Fiind o zonă bogată în livezi de pruni, aici se produce pălinca de prune (băutură alcoolică specifică zonei Ardealului) obținută prin fierberea borhotului rezultat în urma fermentarii fructelor, printr-un proces de dublă distilare.

## Obiective turistice

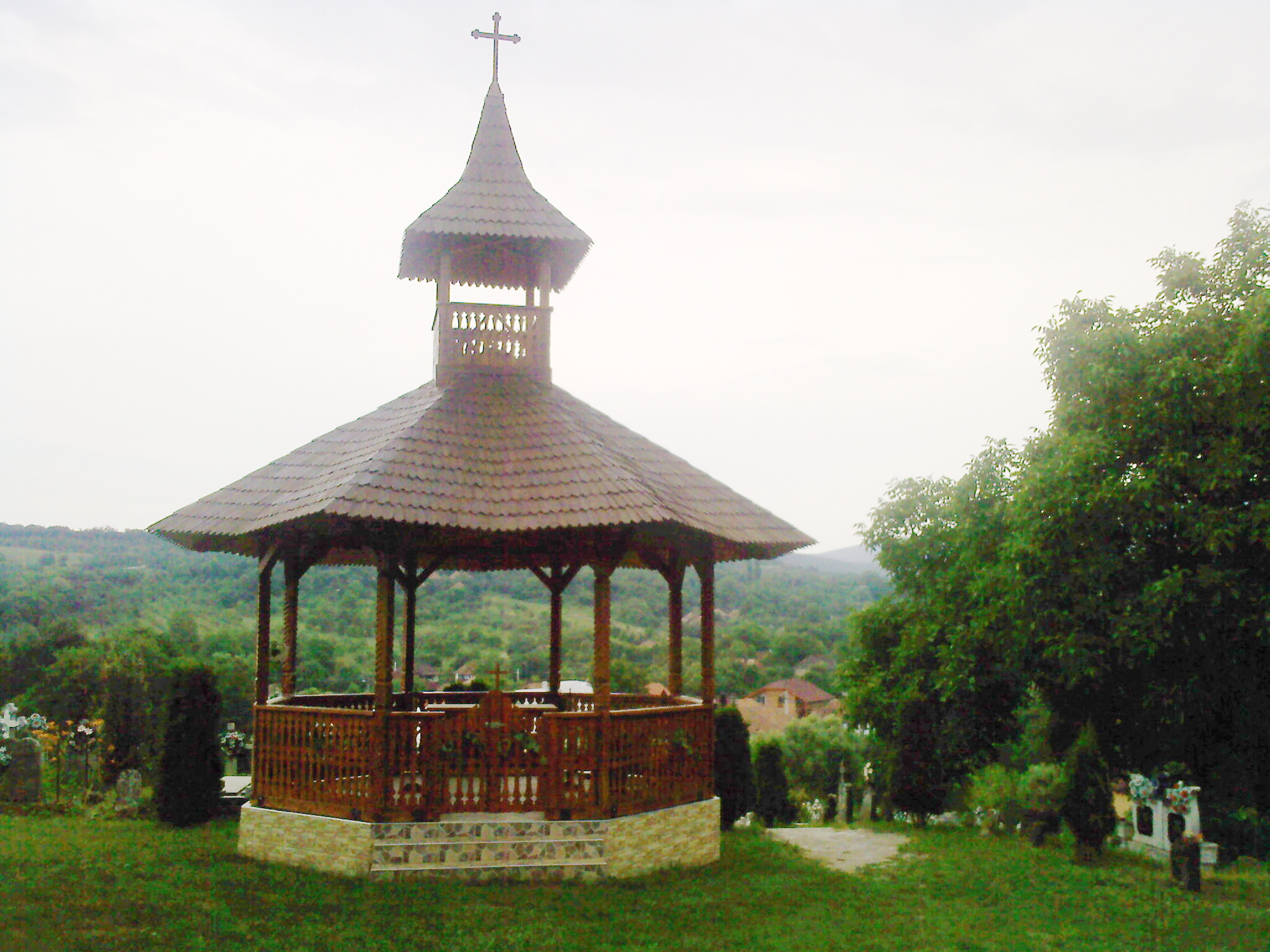
Altarul de vară

- Biserica Adormirea Maicii Domnului, construcție din anul 1785, monument istoric. Lăcașul de cult poartă și hramul „Sf. Arhangheli Mihail și Gavriil.”[8]; accesat la 3 mai 2021.</ref>
- Răstănirea (troița) și altarul de vară al bisericii ortodoxe
- Situl arheologic „Osoiul Măcăului” cu urme ale unor vechi așezări datate în Latène și Epoca Bronzului,
- Sistem de supraveghere și apărare a limesului Daciei (sec. II - III p. Chr.), turnuri romane în punctele: Groapa Mare, Sub groapa muierii, Osoiul Ciontului, Vârful Ciungii
- Muzeul satului care adăpostește o colecție de piese etnografice specifice zonei Meseșului (belceu[9], război de țesut, blidar, covată, lopitău, obiecte de îmbrăcăminte, ustensile agricole)

## Galerie de imagini

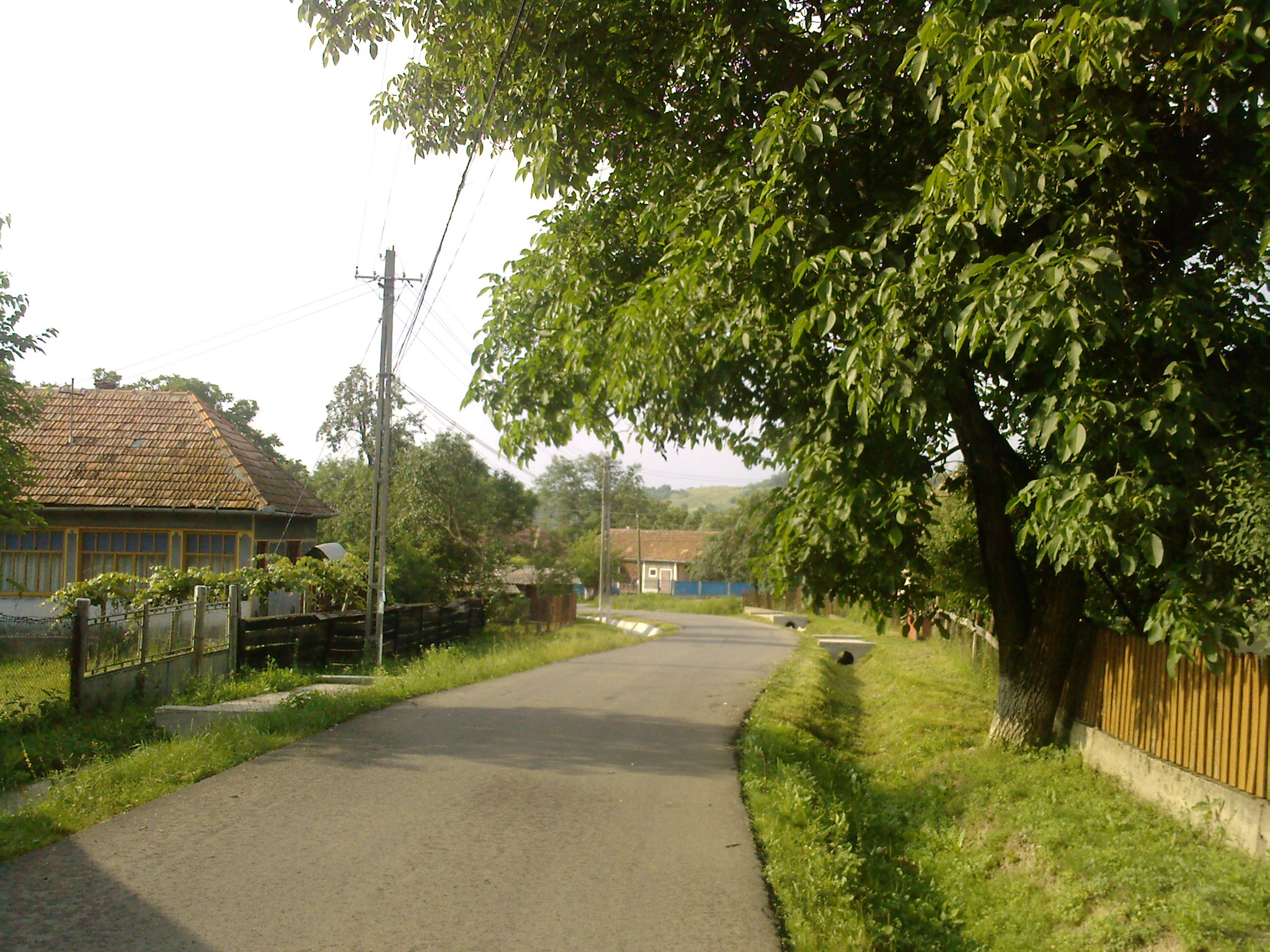
Imagine din sat